# Realization

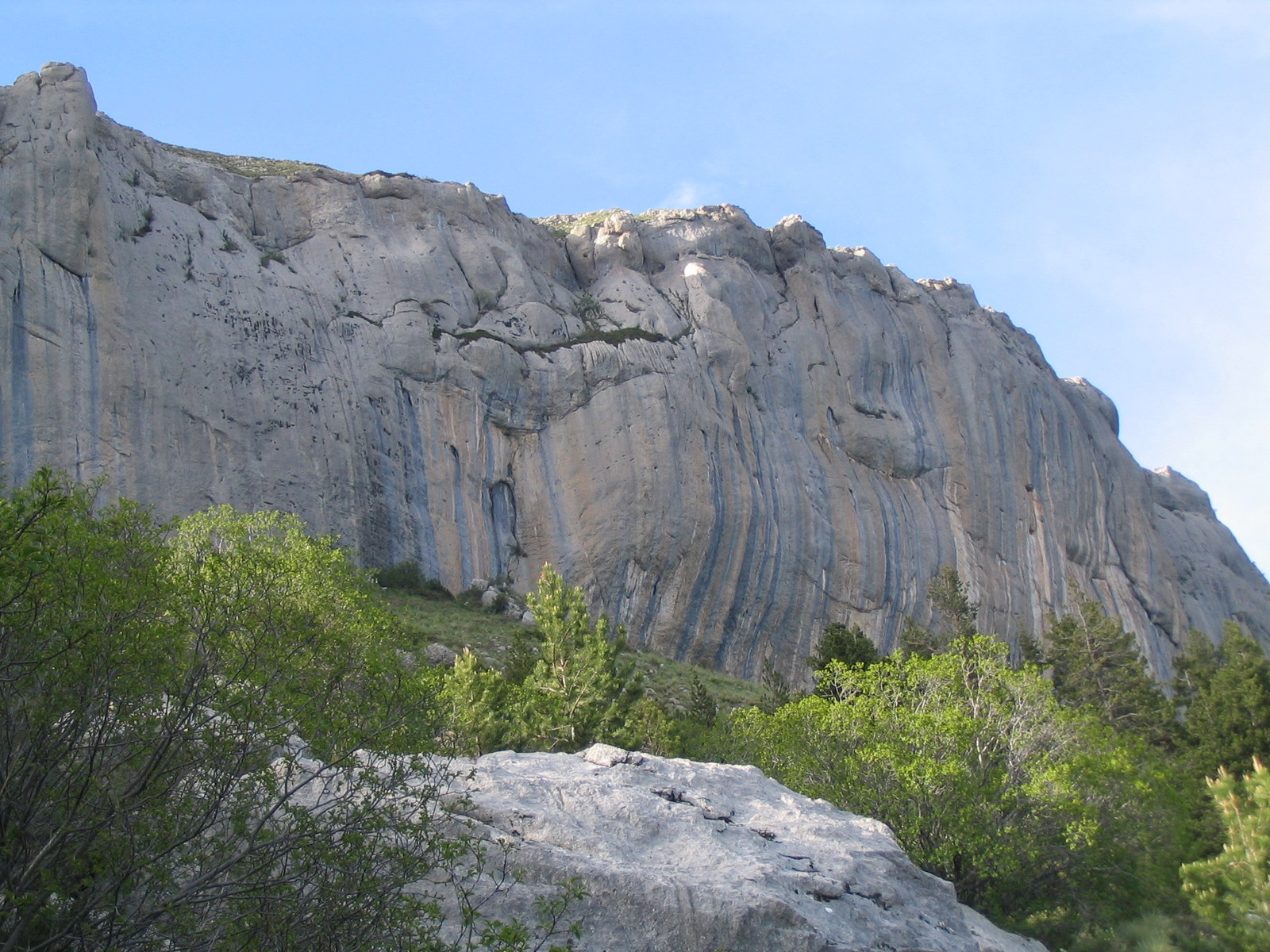
Sektory Berlin i Biographie

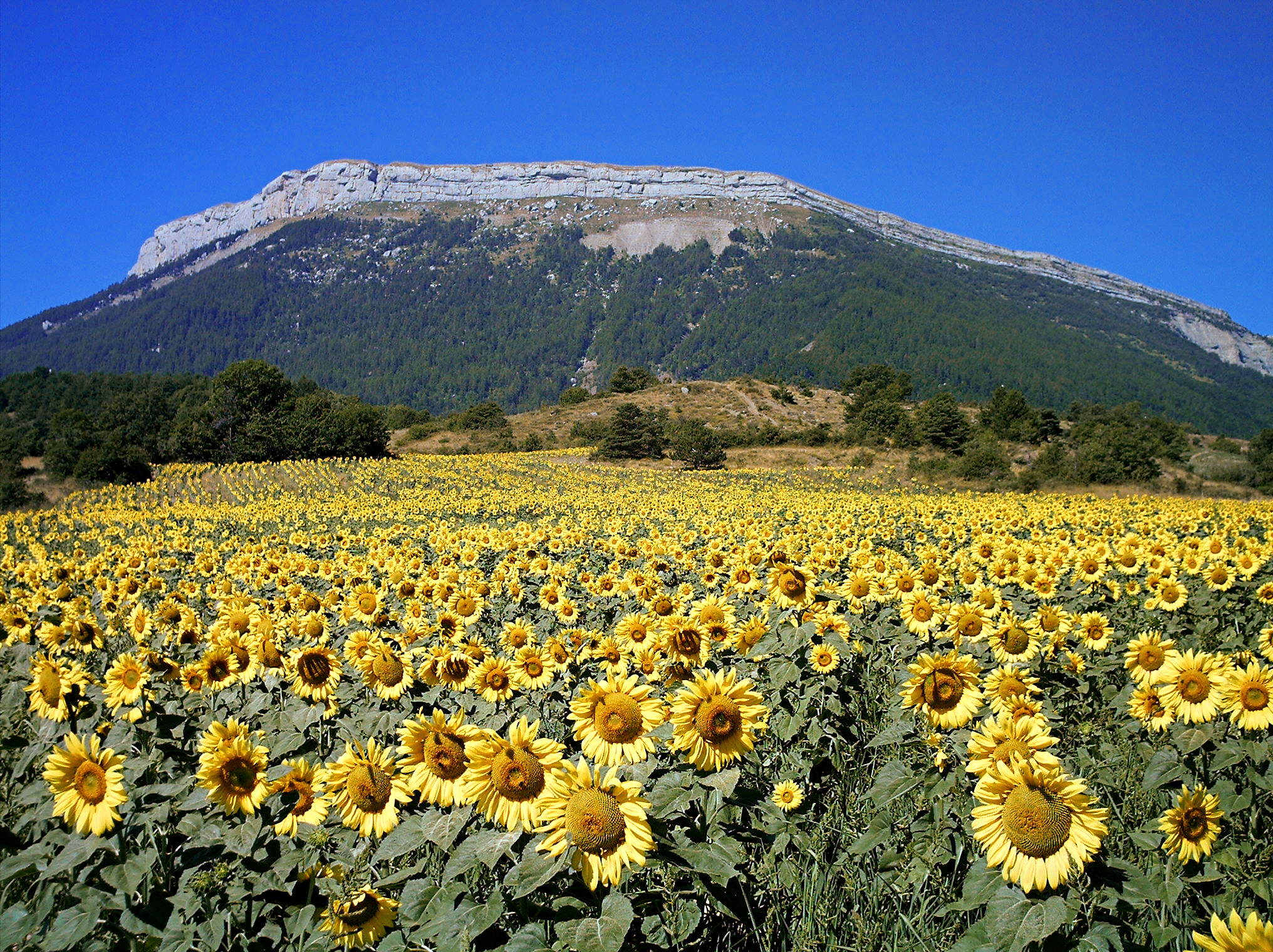
Klif Céüse

Realization to droga wspinaczkowa na obszarze wspinaczkowym Céüse we Francji, którą po raz pierwszy przeszedł w 2001 roku Chris Sharma. Jest to pierwsza na świecie droga o stopniu trudności 9a+, który został potwierdzony przez innych wspinaczy. Wprawdzie droga Open Air na obszarze wspinaczkowym Schleierfall w Tyrolu, zdobyta po raz pierwszy w 1996 roku przez Alexandra Hubera, została również potwierdzona jako 9a+ przez Adama Ondrę, który jako pierwszy powtórzył ją w 2011 roku. Zatem pierwsza droga o tym stopniu trudności została faktycznie pokonana  pięć lat wcześniej.
Ponieważ we Francji nazwy dróg pochodzą zwykle od osoby, która pierwsza ją poprowadziła i ospitowała, a nie jak w innych krajach, gdzie zwykle pochodzą od osoby, która ją przeszła jako pierwsza, to droga ta, przede wszystkim we Francji, nosi często swoją pierwotną nazwę Biographie (czasem także Biographie Extension). Także Hiszpan Usobiaga, który przeszedł tę drogę, również jej używa.
Drogę ospitował Jean-Christophe Lafaille w 1989 roku, a jej dolną część (stopień trudności 8c+) pierwszy przeszedł Arnaud Petit w 1996 roku. Petit nazwał ją Biographie. Punkt kluczowy drogi Realization o stopniu trudności Fb. 7b+ leży powyżej zakrętu drogi Biographie. Chris Sharma jako pierwszy potrafił przejść całą drogę za jednym razem i nadał jej nazwę Realization. Do dzisiaj powtórzyło to siedmiu wspinaczy.

## Przejścia
- Chris Sharma (lipiec 2001; pierwsze przejście)
- Sylvain Millet (maj 2004)[1]
- Patxi Usobiaga (lipiec 2004)[2]
- Dave Graham (lipiec 2007)[3]
- Ethan Pringle (wrzesień 2007), Pringle zaproponował stopień 9a[4]
- Ramón Julián Puigblanqué (lipiec 2008)
- Enzo Oddo (15 sierpnia 2010 w wieku 15 lat)[5]
- Alexander Megos (przejście jednodniowe w trzeciej próbie, lipiec 2014)[6]